# نهر بافنج
نهر بافنج (بالفرنسية: Rivière Bafing)‏  هو نهر يجري في إفريقيا وهو أكبر رافد لنهر السنغال ويمر في دولتي غينيا ومالي.

## المسار
ينبع هذا النهر في دولة غينيا من مناطق جبال فوتا جلون، وذلك حوالي 48 كم شمالي مامو. ويلتقي مع نهر باخوي لتشكيل نهر السنغال في غرب إفريقيا.
يعد نهر بافنج هو أكبر رافد من روافد نهر السنغال، ويساهم بأكثر من نصف الكمية الإجمالية من حجم المياه الكلي. يشكل نهر بافنج جزءاً من الحدود بين دولتي غينيا ومالي.